# Marzena Wilczyńska
Marzena Wilczyńska est une ancienne joueuse de volley-ball polonaise née le 15 septembre 1984 à Bydgoszcz. Elle mesure 1,82 m et jouait au poste de réceptionneuse-attaquante. 

## Clubs
| Club                   | De        | À         |
| ---------------------- | --------- | --------- |
| Pałac Bydgoszcz        | 2001-2002 | 2006-2007 |
| MKS Dąbrowa Górnicza   | 2007-2008 | 2009-2010 |
| Eliteski Skawa AZS UEK | 2010-2011 | 2010-2011 |
| KPSK Stal Mielec       | 2011-2012 | 2011-2012 |
| Wieżyca 2011 Stężyca   | 2012-2013 | 2012-2013 |
| Engelholms VS          | 2013-2014 | 2013-2014 |
| PTPS Piła              | 2014-2015 | 2014-2015 |
| SVS Post Schwechat     | fév 2015  | mai 2015  |
| Budowlani Toruń        | 2015-2016 | 2015-2016 |
| Proxima Cracovie       | 2016-2017 | 2016-2017 |

## Palmarès
- Championnat de Pologne
  - Finaliste : 2005.
- Championnat d'Autriche
  - Vainqueur : 2015.